# 대테러 활동

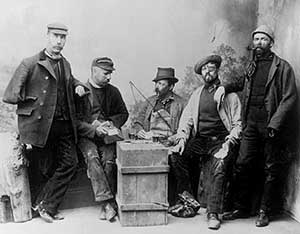
1911년 런던 경시청의 아일랜드 경찰 특공대

대테러 활동(Counter-terrorism, anti-terrorism)은 정부, 군대, 경찰, 기업체, 정보기관 등이 테러를 방지하거나 진압하기 위한 훈련, 군사작전, 기술, 전략 등을 말한다.

## 역사
영국 내무장관(Home Secretary) 윌리엄 하코트 경은 아일랜드인 피니언의 테러를 진압하기 위해, 1883년 3월 세계 역사상 최초의 대테러 부대인 아일랜드 경찰 특공대(Special Irish Branch)를 창설했다. 런던 경시청 범죄수사대(Criminal Investigation Department, CID) 소속이었다.
현대에는 경찰 특공대(Special Branch)도 대테러 작전을 수행하지만, 보통 군대의 특임대가 대테러 임무를 맡는다.
2001년 이슬람 테러리스트들이 미국 뉴욕에서 911 테러를 일으킨 것을 계기로, 서방 국가들은 대테러부대를 매우 강화시켰다.

## 대테러법
전세계 각국은 대테러 작전을 수행하기 위한 법률이 있다. 정의로운 전쟁론의 윤리 원칙은 ‘전쟁결정 시 충분조건(Jus ad bellum)’과 ‘전쟁수행조건(Jus in bello)’의 두 가지로 구분된다. '정당한 명분(jus ad bellum)', '전쟁권(jus in bello)', '정당한 수단(jus in bello)', '교전규칙(jus in bello)', '전쟁법(jus in bello)'이라고도 번역한다. 전세계 모든 군인들은 명예를 가장 중요시하며, 이것이 마피아, 테러범 등의 조직범죄자들과 군인의 핵심적인 차이인데, 이러한 군인의 명예는 정의로운 전쟁론의 양대 윤리 원칙, 전쟁권(jus ad bellum)과 전쟁법(jus in bello)이 준수되는 조직적 무력행사를 의미한다.

### 법적근거

#### 미국
- 테러범에 대한 수색과 압수는 미국 수정헌법 제4조에 근거한다.
- 해외에서의 테러범 사살작전은 대통령 지령(Presidential finding)이 필요하다. 대통령 지령은 통치행위이기 때문에, 사살에 대한 일체 민사상, 형사상 법적 책임이 면제된다.

#### 영국
- 영국은 미국과 달리, 해외 테러범의 사살작전에도 법원의 영장, 재판 등이 필요하다는 입장이었다. 그러나 2015년 9월 7일 데이비드 캐머런 총리는 의회 연설에서, ISIS의 수도인 시리아 락까에서 이동 중인 레야드 칸(21)과 루훌 아민(26)을 겨냥해 영국 공군 드론이 정밀 공습을 했다고 밝혔다. 둘 다 ISIS에 가담한 영국 국적자였다. 영국 의회는 이라크에서만 ISIS에 대한 공습을 허가했다. 데이비드 캐머런 총리는 NSC에서 법무장관이 자위권에 의해 정당하다고 권고했다고 밝혔다.[1] 즉, 영국도 미국룰을 벤치마킹해 의회와 사법부의 참여 없이, 자위권에 근거해, 총리가 직권으로 대테러 부대의 비밀해외파병과 테러범 체포, 납치, 사살을 명령할 수 있다고 본다.

#### 대한민국
해외 테러범에 대한, 법원 영장과 재판없이, 대통령 직권으로 사살, 체포 단, 국회동의 필요함

## 인권 문제
해외 테러범에 대한, 법원 영장과 재판없이, 대통령 직권으로 사살, 체포, 구금, 고문을 하는 것이, 과연 어느정도 까지가 합법적인지에 대해, 논쟁이 있다. 즉, 전쟁권(jus ad bellum)의 권력남용 문제, 전쟁법(jus in bello)의 법적근거, 법적한계 등이 문제된다.

## 같이 보기
- 민방위
- 대분란전
- 정보제공자
- 비정규전